# Martín Sánchez
Martín Sánchez (Concepción del Uruguay, 16 de febrero de 1984) es un exfutbolista argentino que jugaba de volante. Surgido de las divisiones inferiores de Gimnasia y Esgrima de Concepción del Uruguay y con pasado en San Martín de San Juan, San Telmo, Estudiantes de Caseros y 9 de julio de Río tercero. 